# Малинівка (зупинний пункт)
Мали́нівка — пасажирський залізничний зупинний пункт Куп'янської дирекції Південної залізниці
Розташований у смт Малинівка Чугуївський район Харківської області на лінії Зелений Колодязь — Коробочкине між станціями Чугуїв (4 км) та Коробочкине (4 км).

## Пасажирське сполучення
| Маршрути приміських поїздів |
| --------------------------- |
| Лосєве — Гракове            |
| Гракове — Лосєве            |
| Лосєве — Занки              |
| Занки — Лосєве              |
| Гракове — Харків-Левада     |